# Bridgestone Anchor Cycling Team/Saison 2016
Dieser Artikel listet Erfolge und Fahrer des Radsportteams Bridgestone Anchor Cycling Team in der Saison 2016 auf.

## Erfolge in der UCI America Tour
In der Saison 2016 gelangen dem Team nachstehende Erfolge in der UCI America Tour.
| Datum                | Rennen                                 | Kat. | Sieger        |
| -------------------- | -------------------------------------- | ---- | ------------- |
| 6. August            | 8b. Etappe Tour de la Guadeloupe (EZF) | 2.2  | Damien Monier |
| 29. Juli – 7. August | Gesamtwertung Tour de la Guadeloupe    | 2.2  | Damien Monier |

## Erfolge in den Nationalen Straßen-Radsportmeisterschaften
In den Rennen der Nationalen Straßen-Radsportmeisterschaften 2016 konnte das Team nachstehende Titel erringen.
| Datum    | Rennen                                      | Sieger          |
| -------- | ------------------------------------------- | --------------- |
| 24. Juni | Japanische Meisterschaft – Einzelzeitfahren | Ryota Nishizono |
| 26. Juni | Japanische Meisterschaft – Straßenrennen    | Sho Hatsuyama   |

## Abgänge – Zugänge
| Zugänge           | Team 2015   | Abgänge         | Team 2016 |
| ----------------- | ----------- | --------------- | --------- |
| Kazuaya Hanada    |             | Takero Terasaki | Unbekannt |
| Nobuhiro Kawabata |             |                 |           |
| Hiroki Murakawa   |             |                 |           |
| Ryu Suzuki        | Nasu Blasen |                 |           |
| Naoaki Yamada     |             |                 |           |

## Mannschaft
| Name              | Geburtstag         | Nationalität |
| ----------------- | ------------------ | ------------ |
| Kazuya Hanada     | 28. März 1988      | Japan        |
| Shō Hatsuyama     | 17. August 1988    | Japan        |
| Kazuo Inoue       | 17. Februar 1981   | Japan        |
| Nobuhiro Kawabata | 21. August 1989    | Japan        |
| Thomas Lebas      | 14. Dezember 1985  | Frankreich   |
| Damien Monier     | 27. August 1982    | Frankreich   |
| Hiroki Murakawa   | 19. Juni 1992      | Japan        |
| Ryōta Nishizono   | 1. September 1987  | Japan        |
| Ryu Suzuki        | 29. September 1992 | Japan        |
| Hiroshi Tsubaki   | 18. Mai 1991       | Japan        |
| Kōhei Uchima      | 8. November 1988   | Japan        |
| Naoaki Yamada     | 15. März 1990      | Japan        |